# Wye (Kent)
Wye est un village anglais du borough d’Ashford situé dans le comté du Kent.